# Лесная Долина
Лесная Долина — посёлок в городском округе город Ульяновск Ульяновской области.

## История
В 1986 г. указом ПВС РСФСР хутор треста столовых переименован в посёлок Лесная Долина.

## Население
| 2010 |
| ---- |
| 89   |